# Igelsjön (Skatelövs socken, Småland)
Igelsjön är en sjö i Alvesta kommun och Växjö kommun i Småland och ingår i Mörrumsåns huvudavrinningsområde. Sjön är 3,5 meter djup, har en yta på 0,172 kvadratkilometer och är belägen 154,3 meter över havet. Vid provfiske har abborre och mört fångats i sjön.

## Delavrinningsområde
Igelsjön ingår i det delavrinningsområde (629545-142551) som SMHI kallar för Namn saknas. Medelhöjden är 159 meter över havet och ytan är 6,93 kvadratkilometer. Räknas de 101 avrinningsområdena uppströms in blir den ackumulerade arean 2 066,29 kvadratkilometer. Avrinningsområdets utflöde Mörrumsån (Åbyån) mynnar i havet. Avrinningsområdet består mestadels av skog (65 procent) och jordbruk (19 procent). Avrinningsområdet har 0,45 kvadratkilometer vattenytor vilket ger det en sjöprocent på 6,5 procent.